# Spodiopogon velutinus
Spodiopogon velutinus là một loài thực vật có hoa trong họ Hòa thảo. Loài này được Holttum miêu tả khoa học đầu tiên năm 1947.